# 宮原守男
宮原 守男（みやはら もりお、1928年2月20日 - 2021年12月14日）は、日本の弁護士。東京大学法学部卒業。福岡県福岡市中央区出身。日本基督教団顧問弁護士。日本基督教団新泉教会所属。創価学会顧問弁護士。親族に大蔵大臣を勤めた北村徳太郎がいる。
ロッキード事件主任弁護士を務めたほか、本田技研工業、丸紅、川崎製鉄（現・JFEホールディングス）等の顧問弁護士を歴任した。

## 略歴
- 1954年 - 弁護士登録（第6期）
- 1961年 - 大野正男、柳沼八郎とともに虎の門法律事務所開設
- 1967年 - 1993年 - 警察大学校特別幹部研修所・本科講師
- 1974年 - 1977年 - 最高裁判所司法研修所教官（刑事弁護）
- 1987年 - 2001年 - 学校法人平和学園理事長
- 1989年 - 株式会社教文館代表取締役会長
- 1990年 - 財団法人国際交通安全学会理事（現職）
- 1993年 - 2005年 - 学校法人明治学院理事・評議員
- 1999年 - 科学技術庁の原子力損害調査研究会会長代理として東海村JCOの臨界事故の損害基準策定
- 2000年 - 2003年 - 学校法人山梨英和学院理事長
- 2002年 - 2005年 - 学校法人東京女子大学理事・評議員
- 2002年 - 社会福祉法人愛隣会理事
- 2003年 - ぴあ株式会社監査役
- 2021年12月14日 - 老衰のため死去[2]。93歳没。